# Villa Rufolo
A Villa Rufolo Ravello egyik legjelentősebb műemléke.

## Története
Ravello déli részén áll, szemben a Toro-negyeddel, amelyben a 11–12. században a nemesség házai álltak. Az épületegyüttest a székesegyház és az előtte elterülő tér választja el a Torótól. A rezidencia nagy része Nicola Rufolo ideje alatt épült 1250–1283 között. A Rufolók bukása után a családnak sikerült megtartania az épületet a 14. századig, az utolsó lakója valószínűleg Pellegrino Rufolo, Ravello püspöke volt (meghalt 1401-ben).
A család kihalása után a villa a Confalone, majd a Muscettola, a 19. században pedig a D’Afflito család birtokába került át. 1851-ben a skót Francis Neville Reid vásárolta meg, és Michele Ruggiero vezetésével restauráltatta. Reid és felesége állították helyre az épületeket és a kertet. A villa később átkerült a Licata család birtokába, majd pedig a Salerno Megyei Turisztikai Hivatal felügyelete alá. Az arab, szicíliai és normann építészeti elemekkel tarkított, 13. században épített komplexum ma a Ravello Alapítványnak, a Ravello Fesztiválnak és az Európai Kulturális Örökség Központjának ad otthont.
Az épületegyüttes ma szabálytalan alakú, kb. 8000 m²-es területen fekszik. A komplexum központját összefüggő épületek alkotják, amelyek egy központi udvar körül csoportosulnak. Mellettük számos kisebb-nagyobb épület áll szétszórva a területen. A több évszázados elhanyagoltság miatt az épületek eredeti alakja nem rekonstruálható teljes egészében.
A villát, akárcsak a korabeli többi nemesi rezidenciát, megerősítették. Annak ellenére, hogy a Villa Rufolót egy méter vastag és három méter magas kőfal veszi körül, védelmi szerepe megkérdőjelezhető, ugyanis a gyenge építési technikának köszönhetően könnyen lerombolható volt. Valószínűsítik, hogy építésének oka a villa szomszéd épületekből való kiemelése volt, ezáltal kihangsúlyozva a nemesi család társadalmi pozícióját.

## Részei
Az épületegyüttes részei:
- Torre d’Ingresso (Bejárati torony) – A bejárati toronynak mindig is csak dekoratív szerepe volt. Magát a bejáratot eszterhéjas kupola borítja. A bejárati boltíveket kis, terrakotta borítású oszlopok tartják. A gótikus stílusjegyeket mutató csúcsíves bejáratot sárga és szürke tufaszegélyek díszítik. Ez a sokszínű díszítés tökéletesen illeszkedik a komplexum többi épületének stílusához. Eredetileg a ma kőborítású felszíneket színes mészkőlapok borították. A kupolát belülről szintén sokszínű mészkőlemezek borították, az előtérbe helyezés érdekében azonban ezeket átlátszó zománccal vonták be. A bejárat négy sarkában négy emberalak áll: a négy évszak megtestesítői.
- Chiostro (Kolostor) – A kolostorépület érdekessége a mór stílusú udvar, amelyet boltíves árkádok vesznek körül. Az udvar az alsó szintről közelíthető meg. Az emeleti szintet egy loggia, terrakottaoszlopok és egy fríz díszíti. A kolostor alatti szinteken, az egykori pincék mellett alakítottak ki egy kis színházat.
- Torremaggiore (Nagy torony) – A háromemeletes, 30 m magas torony a komplexum legrégebbi része. Magassága a Rufolo család hatalmára enged következtetni.
- Sala dei Cavalieri (Lovagok terme) – Ezt a csarnokot szintén csúcsíves árkádok veszik körbe. Eredetileg összeköttetésben állt a nagy toronnyal, de az összekötő épületrészek az idők során elpusztultak. A Lovagok terme alatt húzódik két szinten a kert, amelyet a 19. századi romantika jegyében alakítottak ki, Neville Reid megbízásából.
- Il Pozo (Kút) – A komplexum körüli romos terület egzotikus növényeknek ad otthont. Ez volt a komplexum azon része, amely Richard Wagnert inspirálta a Parsifal megírásakor.
- Belvedere – A komplexum kertjének legszebb része. A meredek sziklafalon kiépült teraszról lélegzetelállító kilátás nyílik a Salernói-öbölre. Itt rendezik meg nyaranta a Ravello Fesztivált. Ilyenkor ideiglenes színpadot emelnek, amely a sziklán túlnyúlik és látszólag a semmiben lebeg.
- Balnea (Fürdő) – A kertek északi részén áll. Itt volt egykoron a villa fürdője, amelyet termálvizű források tápláltak. Mellette áll a törökfürdő (Bagno Turco), amelynek vízvezetékei jól láthatók, bordás kupolája pedig épségben fennmaradt.
- Sala da Pranzo (Étkezőterem) – A fürdőktől nem messze áll. A keresztboltíves két oldalán nyitott teremben volt az étkező, erre utalnak az itt látható terrakottakemencék is.<

## Galéria

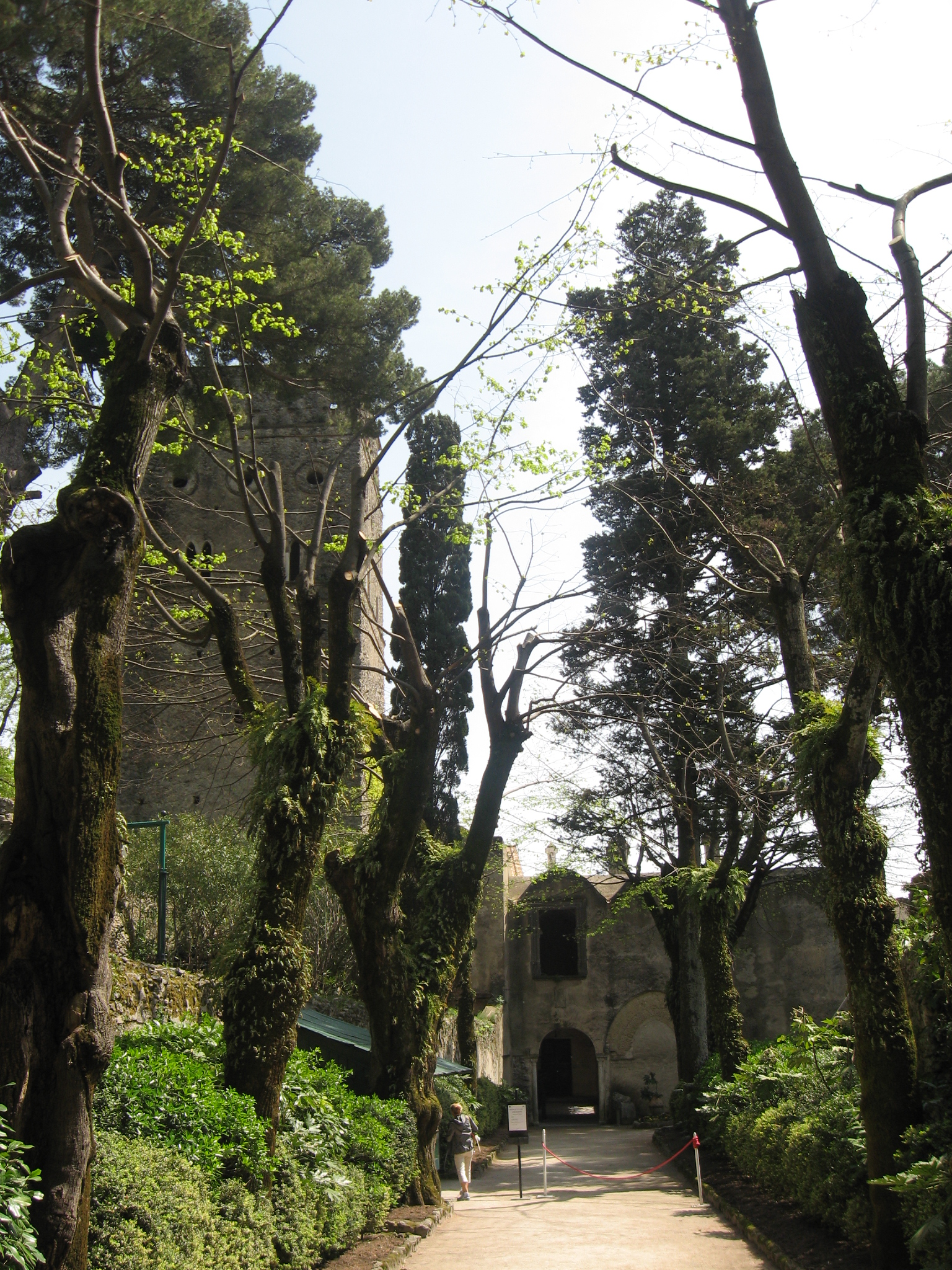
A villa bejárata
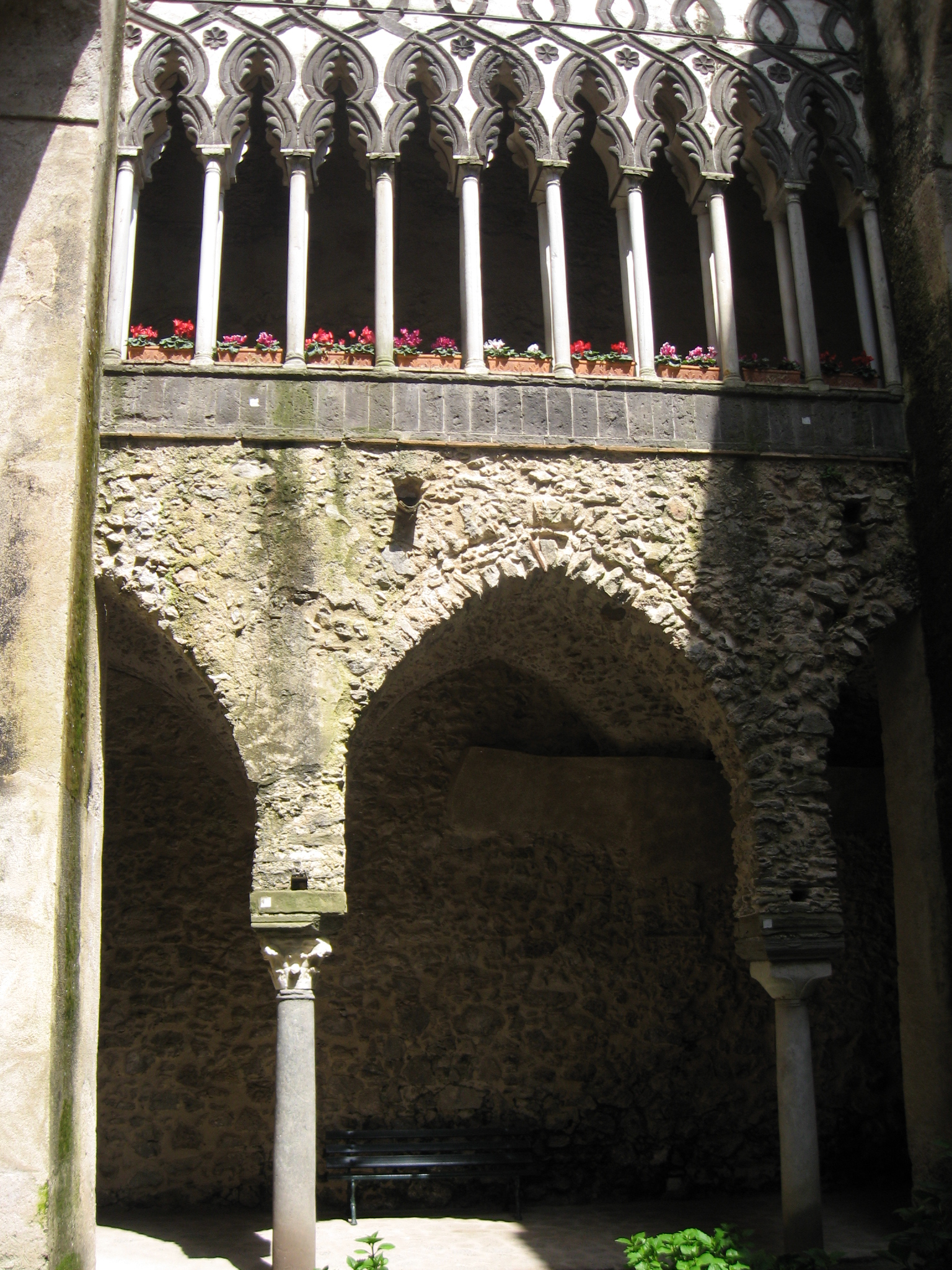
A kolostor
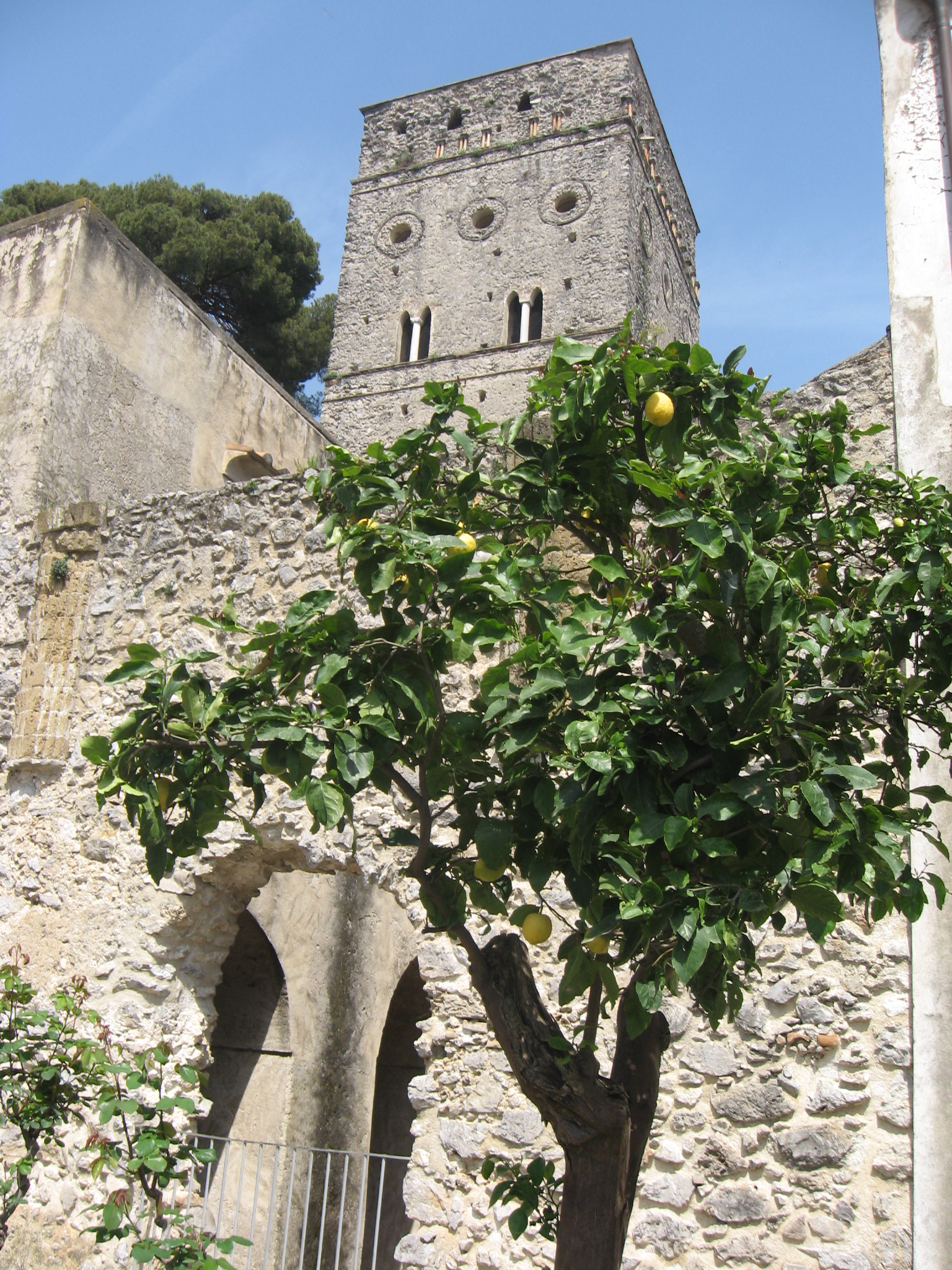
A nagy torony
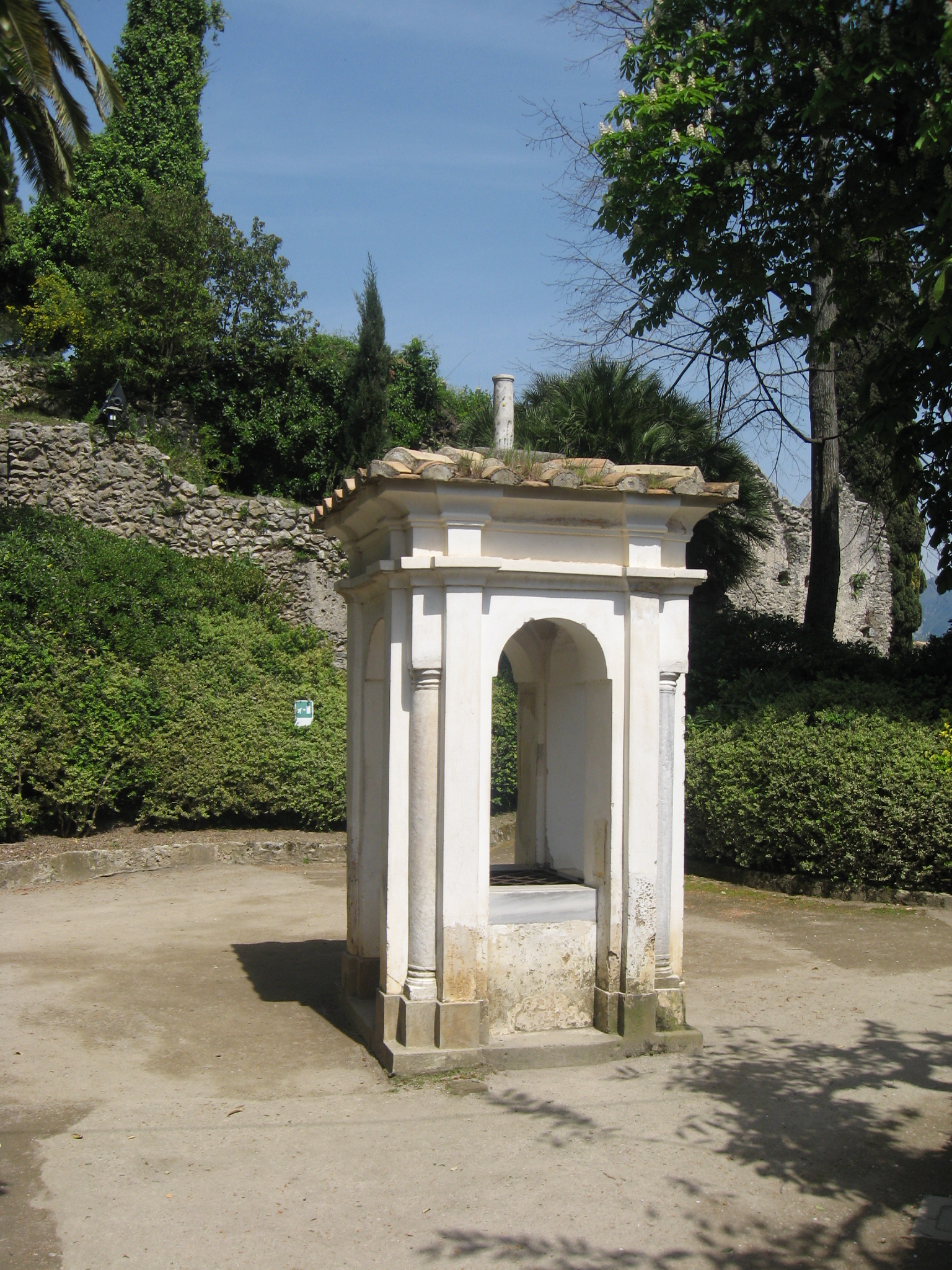
A kút

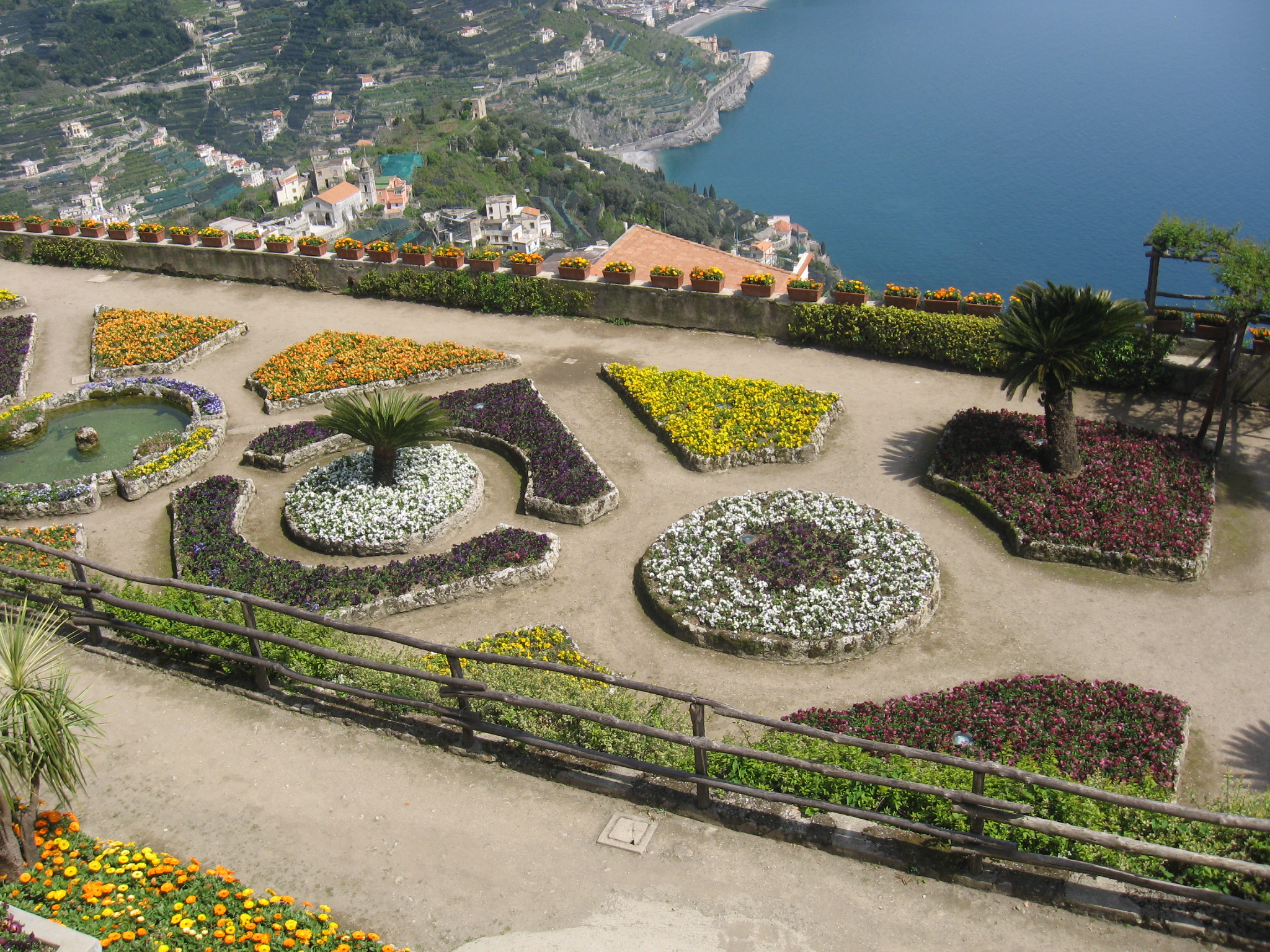
Kertek
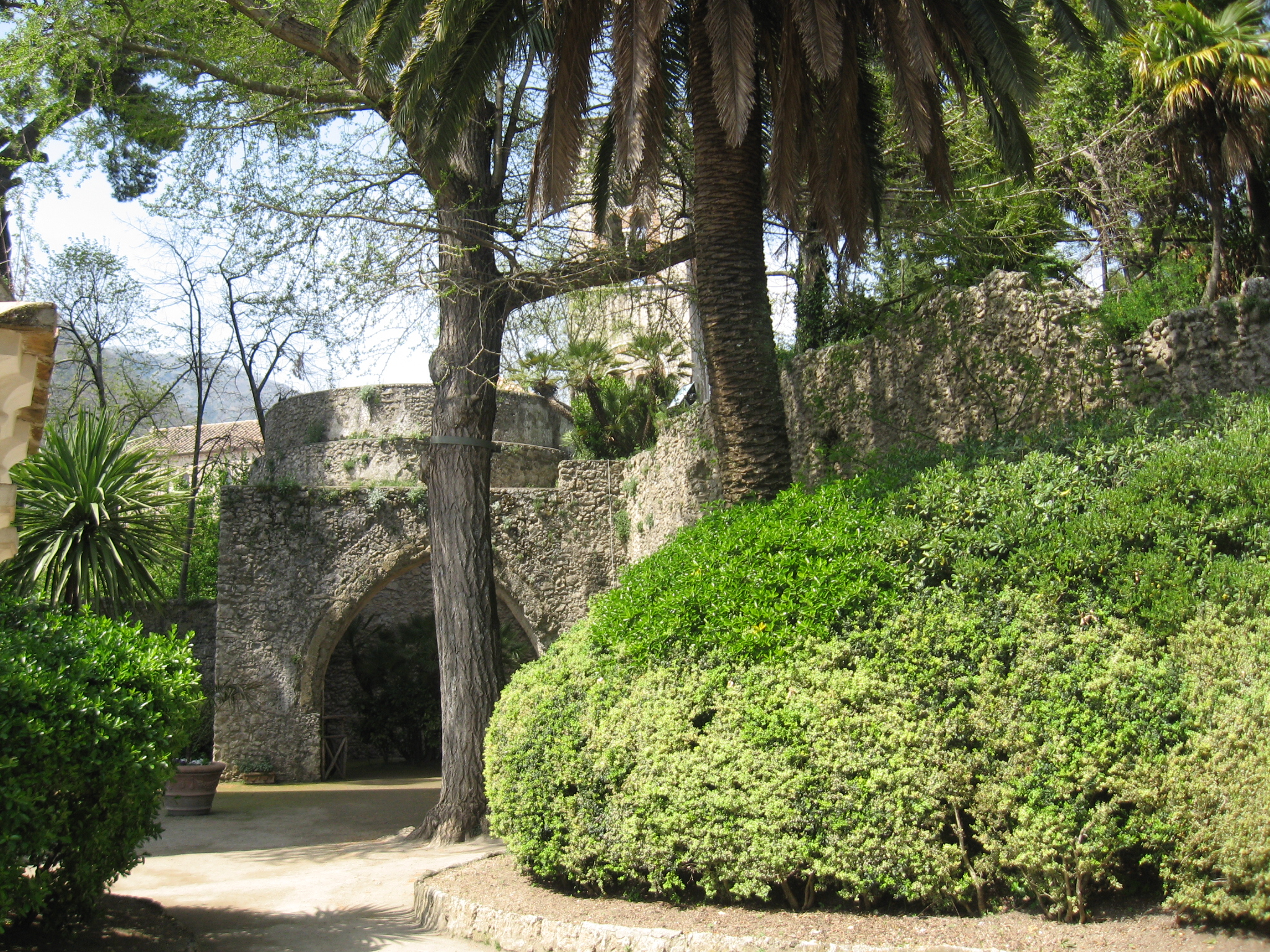
Kertek
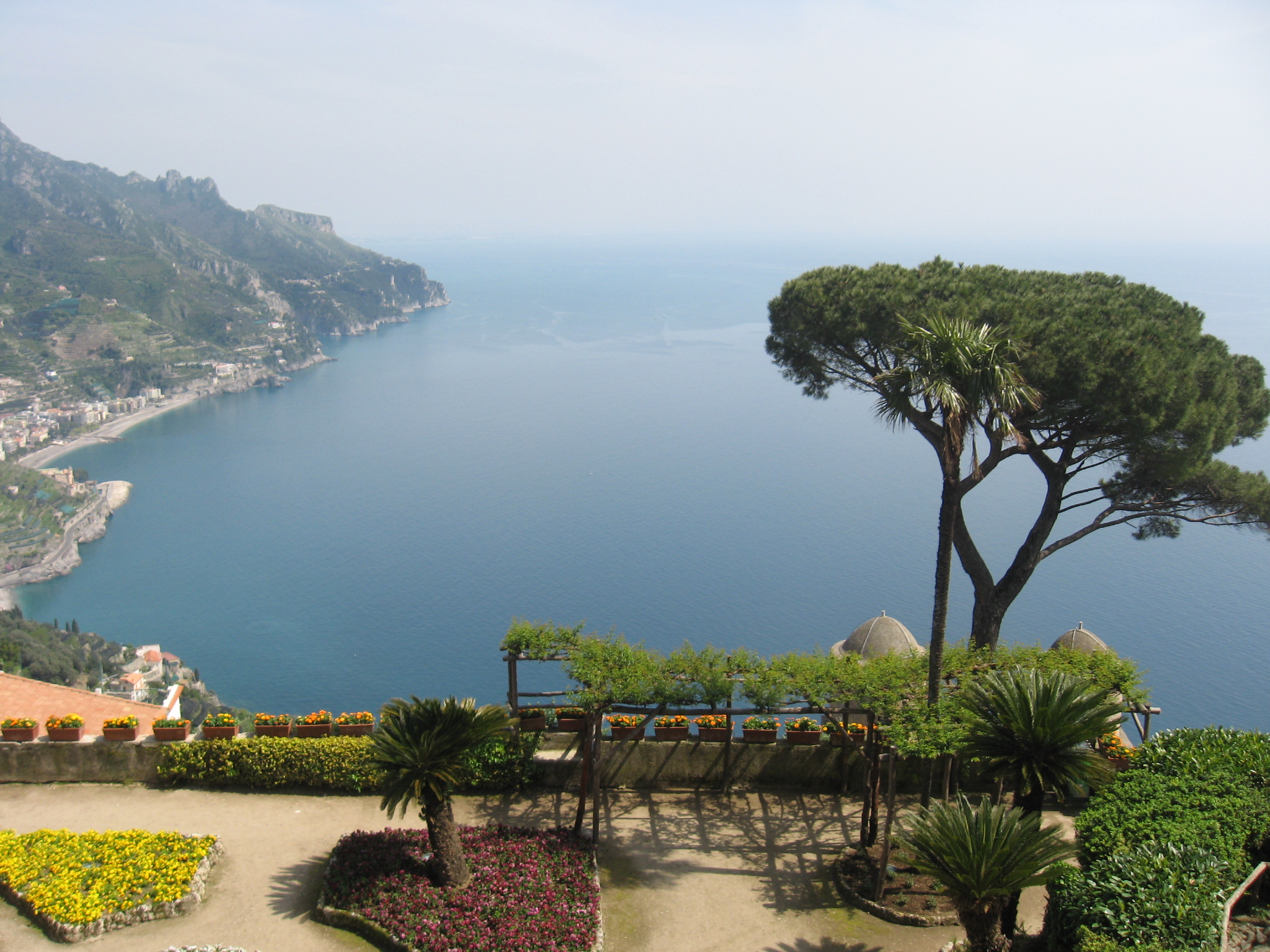
Kilátás a tengerre
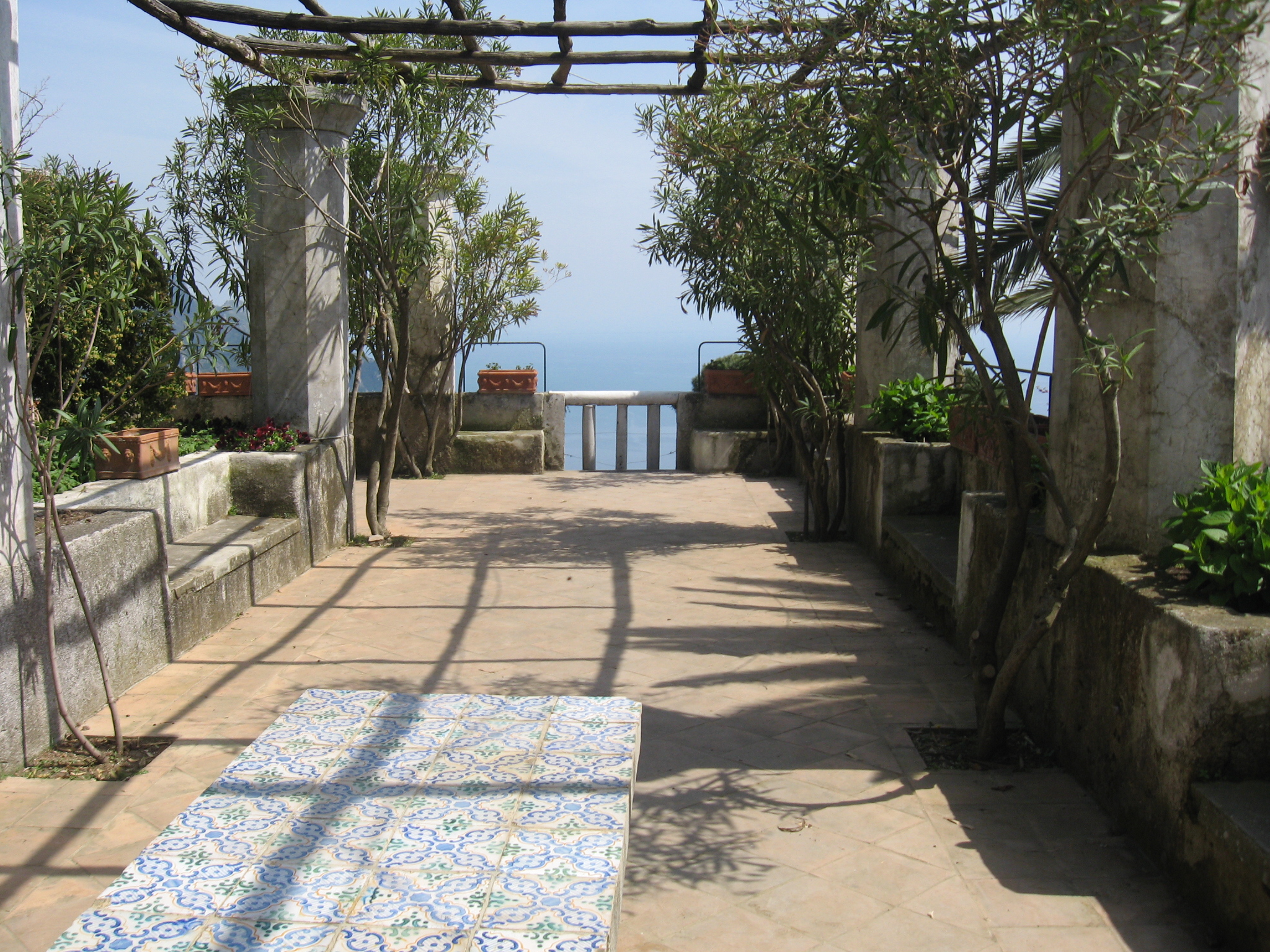
Terasz a kertben